# Коронник сірогорлий
Коронник сірогорлий (Myiothlypis cinereicollis) — вид горобцеподібних птахів родини піснярових (Parulidae). Мешкає в Колумбії і Венесуелі. Його довгий час відносили до роду Коронник (Basileuterus), однак за результатами молекулярно-філогенетичного дослідження сірогорлий коронник і низка інших видів були переведені до відновленого роду Myiothlypis

## Опис
Довжина птаха становить 14 см. Довжина крила самця становить 6,5-7 см, довжина крила самиці 6,2-6,5 см. Лоб і тім'я темно-сірі, на тімені жовта смуга. Решта голови, горло і груди сірі. Верхня частина тіла темно-оливково-зелена, крила темно-коричневі. Нижня частина тіла (крім грудей) жовта, боки оливкові, хвіст тьмяно-оливково-зелений.

## Підвиди
Виділяють три підвиди:
- M. c. pallidula (Wetmore, 1941) — крайній північний захід гір Сьєрра-де-Періха (північна Колумбія)[6];
- M. c. zuliensis (Aveledo & Perez, 1994) — гори Сьєрра-де-Періха (північна Колумбія, північно-західна Венесуела[7];
- M. c. cinereicollis (Sclater, PL, 1864) — центральна Колумбія, західна Венесуела[8].

## Поширення і екологія
Сірогорлі коронники поширені на північному сході Колумбії (від Норте-де-Сантандеру до Кундінамарки на південь і до Мети на захід), а також в Андах на крайньому захаді на заході Венесуели (в штатах Мерида і Тачира). Вони живуть у густому підліску вологих гірських тропічних лісів на висоті від 800 до 2100 м над рівнем моря).

## Збереження
МСОП вважає стан збереження цього виду близьким до загрозливого. Йому загрожує знищення природного середовища.